# M8自走炮
M8 75毫米榴彈炮載具（英語：75 mm Howitzer Motor Carriage M8，縮寫：M8 HMC）是一款二戰期間美國製自走炮。這款自走炮是在M5斯圖亞特輕型坦克的車體上加裝一具裝備75公厘榴彈炮的360度全向旋轉炮塔而製成，它原本是為了提供裝甲兵野戰曲射火力支援而開發，但是在戰鬥需求急遽變化後轉為二線用途。它在1944年依循美國裝甲兵傳統被取名為斯科特－一位在美國南北內戰期間負有盛名的將軍。

## 歷史
自1920年代，美國陸軍即開列出自走砲的需求。最初底盤選擇了一般曳引機，後來更換為T1輕戰車，但是這些開發都受到經濟大蕭條之故而暫告頓挫。到1939年備戰後，自走炮開發才獲得經費。這時候的自走砲底盤選用了M1戰鬥車，採用全密閉式炮塔，配備武器則是口徑75公厘的M1榴彈炮，代號「T3」。T3自走炮測試的結果認為它的戰鬥艙過於狹窄，因此不被接受。但是相關設計得到肯定，後來在1940年6月M3輕戰車問世後，自走炮的改良轉移到這個底盤上繼續。
在1941年，泛世通公司與亞伯丁實驗場合作，以實驗場工程師的意見先是打造了T18自走炮，1942年則是推出T52自走炮，同時在開發的還有以M5輕戰車底盤打造的爲「T41榴彈炮載具」。T41安裝了一個模擬戰鬥室，並且沒有安裝裝甲，僅僅是作爲研究用。後來，軍方考慮到這款車輛不能爲乘員提供足夠的防護，故將之拋棄，將精力轉向新設計的T47上。
T47與T41一樣使用了M5輕戰車的底盤，但因為車內容積需求取消了原本配備的第五位乘員與車頭防禦機槍。T47與之前幾款原型自走炮車最為不同的設計是主炮架設與配套設計，它的主炮安裝在炮塔上，使火炮可以滿足360度的射角，此外火炮裝有陀螺儀，因此可以在崎嶇環境下完成穩定射擊。該炮塔使用開敞式設計、手搖轉動，炮塔環直徑從1188公厘加寬為1384公厘，受惠於增大的炮塔環，戰鬥室的空間也更為寬裕。1942年4月，T47的模型製造完成。軍方在對其進行評估後，在1942年5月決定將其投入量產，並將之命名爲「M8式75毫米榴彈炮載具」。
M8自走炮的實車在1942年9月才完成，在亞伯丁測試場的測評非常順利，隨後運抵加州沙漠進行進階測評，僅有些微的修改設計即於同月進入量產。M8自1943年早期開始裝配部隊，1942年9月到1944年1月間，由凱迪拉克汽車的底特律工廠量產1,778輛M8自走炮，在量產期間，除了將M2榴彈炮更換為M3榴彈炮，M8的規格並沒有大幅度調整。美軍通常會將M8分配至中型坦克營的營部連中。自1944年春起，美軍開始逐步將M8自走炮替換爲安裝了由雪曼戰車改裝105毫米榴彈炮的M7自走炮。
儘管M8被美軍定位爲「突擊炮」，但是M8的輕裝甲加上敞口炮塔卻使得它並不能很好勝任這一工作。
| 月份       | 產製數量 | 序列數    | 製造編號        |
| ---------- | -------- | --------- | --------------- |
| 1942年9月  | 1        | 1         | 4051234         |
| 1942年10月 | 24       | 2-25      | 4051235-4051258 |
| 1942年11月 | 101      | 26-126    | 4051259-4051359 |
| 1942年12月 | 247      | 127-373   | 4051360-4051606 |
| 1943年1月  | 160      | 374-533   | 4051607-4051766 |
| 1943年2月  | 160      | 534-693   | 4051767-4051927 |
| 1943年3月  | 160      | 694-853   | 4051928-4052086 |
| 1943年4月  | 160      | 854-1013  | 4052087-4052246 |
| 1943年5月  | 160      | 1014-1173 | 4052247-4052406 |
| 1943年6月  | 160      | 1174-1333 | 4052407-4052566 |
| 1943年7月  | 62       | 1334-1395 | 4052567-4052628 |
| 1943年8月  | 62       | 1396-1457 | 4052629-4052690 |
| 1943年9月  | 62       | 1458-1519 | 4052691-4052752 |
| 1943年10月 | 62       | 1520-1581 | 4052753-4052814 |
| 1943年10月 | 62       | 1582-1643 | 4052815-4052876 |
| 1943年12月 | 60       | 1644-1703 | 4052877-4052938 |
| 1944年1月  | 75       | 1704-1778 | 4052939-4053011 |
| 總產量     | 1,778    |           |                 |

## 性能
M8全重16.33公噸，75毫米榴彈炮被安裝在一個可以360度迴旋的開敞式鑄鋼炮塔內，炮手和車長坐在開敞式炮塔中——這使得他們很容易受到敵軍的攻擊。他們登上坦克的方法是爬上炮塔後進入坦克內部，駕駛員和副駕駛則可以通過車體前部的艙門出入。火炮的俯角、仰角分別可達-20度、+40度，有效射程較原版略短，為8,687公尺。全車共攜帶46發主炮炮彈，11發放置在戰鬥室右後方，20發放置在戰鬥室左後方，車體左側放置9發、駕駛與副駕駛中間放置6發，在美軍編制中，1輛自走炮會配賦1輛用於儲備彈藥的補給拖車，因此實際可用作戰鬥的炮彈會是載彈量的三倍。在美軍的使用經驗，最常使用的彈藥為M48榴彈與M89白磷煙幕彈。
M8自走炮的車組編制防禦武器是1挺M1A1衝鋒槍與3挺M1卡賓槍，配賦子彈為600發.45子彈（24個彈莢）與735發.30卡賓槍彈（49個15發彈莢），車上一般會裝設SCR-510或SCR-210無線電。

## 用戶
美国
美軍自1943年初開始接收M8自走炮，在1943年底的義大利戰役中參與作戰，替換了裝甲部隊原先配備的T30自走榴彈砲，在美軍裝甲部隊中M8自走炮是配備在炮兵指揮部下，提供裝甲部隊直射火力支援所需；以及在機械化騎兵部隊所屬的偵察營中會配備突擊砲連，讓該部隊具備可突破野戰防禦陣地的攻堅火力。儘管在火力上不足以與105公厘榴彈炮比擬，但是M8自走炮的車重比M7自走炮要輕，且仰角40度的火炮可以攻擊到佔據制高點的守軍，更適合在地形崎嶇的義大利南部使用，因此到二戰結束時，在西歐戰場主要都使用M7自走炮，但南歐戰場仍然運用著相當數量的M8自走炮。
在太平洋戰爭中，同樣能夠看到M8自走炮的身影，但更多時候是裝備了相同炮塔的LVT(A)-4提供海軍陸戰隊火力支援。雖然從1944年春起它們開始逐步被火力更強的M7牧師式自走炮取代，但是直到1945年戰爭結束時，美軍中仍然存有M8自走炮。這批坦克的機動性好，但是裝甲薄弱。敞口炮塔造成乘員容易受到敵軍的攻擊。
 法國
自由法國在二戰期間，援引租借法案取得174輛M8自走砲，配備給法國第2裝甲師，並參加諾曼第登陸後的法國解放戰爭。在解放巴黎後的閱兵式上，就有M8的身影。二戰後，法軍曾經將M8用於印度支那戰爭中。法國撤退時並未將這批武器帶回，而是交接給南越，因此南越得到了一批M8自走炮，隨後在南越軍隊轉戰於中南半島時又被其它國家給繳獲。南越一直使用M8到1960年代早期。
 中華民國
二戰後，美國曾經向中華民國提供過軍援。其中，包括了100輛M8自走炮，接收時間在民國三十七年（1948年）。一部分M8自走炮曾隨中華民國政府撤退至臺灣，除此之外，國軍從美國蒐購了作為剩餘軍用物資出售的200輛M8自走炮，稱為第八式七五砲戰車，這批車輛翻修後成為國軍裝甲兵在臺灣重建時主要的炮兵武力。目前國軍留存了5輛M8，分別於臺灣新竹縣陸軍湖口基地中和桃園市中壢區龍岡及台南市官田區官田新訓中心及安平區德陽艦園區及台中市烏日區成功嶺展出（成功嶺的M8自走炮的炮盾已改為M24霞飛戰車炮盾）。

## 流行文化

### 電子遊戲
- 《戰爭雷霆》
- 《應徵入伍》